# 解密 (小说)
《解密》是中华人民共和国作家麦家的长篇小说处女作，于1991年起笔，出版于2002年，该小说主角为容金珍，其身世离奇又是数学奇才，投身于密码破译工作并屡建功勋的故事。
该作品现已被翻譯成33種語言，被世界權威雜誌《經濟學人》評為“2014年度全球十大小說”，獲得《紐約時報》《華爾街日報》《金融時報》等40余家媒體好評 ，獲中国小说学会2002年中國長篇小說排行榜第一名，第六屆國家圖書獎、第六屆茅盾文學獎提名。

## 历史
麦家于1991年起笔創作《解密》，历经11年，被退稿17次后最终于2002年出版。可才出版3個多月，出版社就接到神秘電話，稱《解密》涉及國家機密，必須下架。麥家跑去北京四處找人，希望啟動保密評審，最終23位專家評審了這本書，21位認為不泄密。2013年，《解密》入選英國“企鵝經典”文庫，是中國第一部被收進該文庫的當代小說。
2014年3月18日，《解密》的英譯本在美、英等21個英語國家同步上市，首日便打破中國作家在海外銷售的最好成績，《纽约时报》《经济学人》《衛報》纷纷发表大篇幅书评。同年6月，《解密》的西班牙語一本在西班牙、阿根廷、巴西等24個西班牙語國家上市 ，該書首印數字達到3萬冊，規格與歐美暢銷作家齊平，這種待遇對於中國作家來說極其少見。在著名的世界最美書店之一的阿根廷雅典人書店的文學類作品排行榜上，《解密》排名第一，綜合圖書總銷售榜單上，《解密》排名第二位。
2014年12月，《解密》被英國《經濟學人》雜誌評為年度圖書。
2017年1月，《解密》入选英国《每日电讯报》“史上最杰出的20本间谍小说”。

## 内容
《解密》的主人公是從事破解密碼的特殊職業者，他有著天賦極高的智商，孤僻冷漠的性格，以及幽深莫測的奇幻命運。但是，由於國家的利益和事業的需要，他們的故事往往隱匿於世俗陽光無法照射到的角落。傳奇的人生、家族的秘史、天才的智慧、詭異的想像、莫測的命運和荒誕的現實在小說中交織糾纏。

## 目錄
- 第一篇 起
- 第二篇 承
- 第三篇 轉
- 第四篇 再轉
- 第五篇 合
- 外一篇 容金珍筆記本
- 再版絮語

## 改编作品
- 电视剧版本：《解密》
- 电影版本：《解密》，由陈思诚编导，刘昊然主演，2024年7月上映。